# 가와마타역
가와마타역(일본어: 川俣駅)은 일본 군마현 오라군 메이와정에 있는 역이다. 역 번호는 TI 08이다.
군마 현의 보통 철도역으로서는 최남단이다.

## 역사
- 1903년 4월 23일: 영업 개시.
- 1907년 8월 27일: 도네가와 교량의 개통에 따라, 군마 현 쪽으로 이전함.
- 1997년 9월 30일: 화물 영업 폐지.
- 2012년 3월 17일: 역번호(TI 08) 도입.
- 2013년 3월 26일: 발차 멜로디 도입.
- 2016년 1월 23일: 역사 교상화 및 히가시구치 개설.

## 승강장
상대식 승강장 2면 2선의 지상역에서 교상 역사를 가진다. 2016년 1월 22일까지의 역사는 1번 승강장(다테바야시 방면) 쪽과, 2번 승강장(아사쿠사 방향)과는 과선교로 연결되고 있었다. 화장실은 1번 선에 설치되었지만 교상역사화를 계기로 역사 내로 옮겨졌다.
1997년까지는 화물 취급이 있어서, 가나가와 임해 철도 우키시마초 역에서 석유와 프로판 가스를 적재하는 탱크차를 올린 화물 열차가 도착했었다.

### 타는 곳
| 번호 | 노선        | 방향 | 행선                                                                                  |
| ---- | ----------- | ---- | ------------------------------------------------------------------------------------- |
| 1    | 이세사키 선 | 하행 | 다테바야시・아시카가시・오타・ 기류 선 아카기 방면                                    |
| 2    | 이세사키 선 | 상행 | 구키・도부 도부쓰코엔・ 도부 스카이트리 라인 기타센주・도쿄 스카이트리・아사쿠사 방면 |

## 역 주변
- 메이와 정 사무소
- 메이와 정 중앙 공민관
- 메이와 정 지역 산업 문화관
  - 메이와 정립 도서관
- 메이와 정 사회 체육관
- 가와마타 사건 기념비
- 국도 제122호선
- 가와마타 우체국
- 군마 은행 메이와 출장소
- 하시모토 산업 다테바야시 공장

## 인접역
| 도부 철도 이세사키 선           | 도부 철도 이세사키 선          | 도부 철도 이세사키 선          |
| ------------------------------- | ------------------------------ | ------------------------------ |
| TI 07 하뉴 도부 도부쓰코엔 방면 | ■ 구간 급행 ■ 구간 준급 ■ 보통 | 모린지마에 TI 09 이세사키 방면 |